# Estação La Concepción
A Estação La Concepción é uma das estações do Metrô de Valparaíso, situada em Villa Alemana, entre a Estação Las Américas e a Estação Villa Alemana. É administrada pelo Metro Regional de Valparaíso S.A..
A atual edificação foi inaugurada em 23 de novembro de 2005. Localiza-se no cruzamento da Rua Carlos Ibáñez del Campo com a Rua Fundó. Atende o setor Concepción.